# Корабельний район (Севастополь)
Корабельний район (крим. Korabelnıy rayonı) — колишній адміністративний район міста Севастополь, існував у 1938—1948, та 1949—1957 роках.

## Історія
З'явився 25 лютого 1938 року, коли місто було розділене на три райони, 1948 року даний поділ був скасований.
У 1949 році з відновленням поділу міста на райони був відновлений, 1957 року включений в Нахімовський район міста.